# Гречкинська сільська рада
Гре́чкинська сільська́ ра́да — колишній орган місцевого самоврядування у Кролевецькому районі Сумської області. Адміністративний центр — село Гречкине.

## Загальні відомості
- Населення ради: 610 осіб (станом на 2001 рік)

## Населені пункти
Сільській раді були підпорядковані населені пункти:
- с. Гречкине
- с. Васильківщина
- с. Воронцове
- с. Дідівщина
- с. Заріччя
- с. Пиротчине
- с. Піонерське (зняте з обліку 22 грудня 2015 року)

## Склад ради
Рада складалася з 12 депутатів та голови.
- Голова ради: Фесенко Микола Борисович
- Секретар ради: Шульга Наталія Іванівна

### Керівний склад попередніх скликань
| Прізвище, ім'я, по батькові | Основні відомості                                                 | Дата обрання | Дата звільнення |
| --------------------------- | ----------------------------------------------------------------- | ------------ | --------------- |
| Фесенко Микола Борисович    | Сільський голова, 1958 року народження, освіта вища, безпартійний | 26.03.2006   | 31.10.2010      |
| Фесенко Микола Борисович    | Сільський голова, 1958 року народження, освіта вища, безпартійний | 31.10.2010   |                 |

Примітка: таблиця складена за даними сайту Верховної Ради України